# RP-1

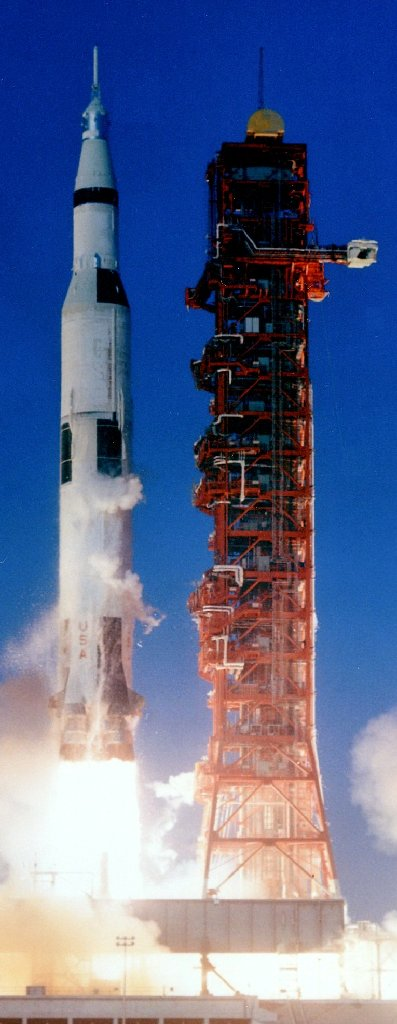
아폴로 8호가 RP-1을 추진제로 삼아 발사되는 장면

RP-1은 로켓연료로 사용되는 고도로 정제된 무독성의 등유를 말한다. 보통 액체산소와 함께 사용되며, 액체산소의 특성 상 밀폐된 곳에서의 폭발 위험으로 인하여 지하 사일로에서의 사용이 제한된다.

## 우주로켓
나로호, 안가라 로켓,  소유스 로켓, 제니트 로켓, 델타 I, 델타 II, 델타 III, 애틀러스 V, 팰컨 9, 에네르기아, 타이탄 I, 새턴 I, 새턴 V 로켓에 사용된다.

## 핵미사일
세계 최초의 ICBM인 소련 에네르고마쉬의 세묘르카 미사일, 미국 최초의 ICBM인 록히드 마틴의 아틀라스 미사일, SM-65 아틀라스, SM-68 타이탄 I 핵미사일에 사용되었다.